# Campo della Fiera
Il sito di Campo della Fiera è un sito archeologico  situata alla base della rupe di Orvieto, dove sono stati ritrovati reperti che risalgono all'eta etrusca, romana e medievale.

## Descrizione
La parte più cospicua dei ritrovamenti risale all'età etrusca; sono stati ritrovati resti di alcuni templi, edifici, fonteane e strade. Questi ritrovamenti fanno ritenere che il sito corrisponda a quello etrusco del Fanum Voltumnae, ovvero il sito religioso federale della dodecapoli etrusca.
L'identificazione con i resti nel pianoro oggi conosciuto come "Campo della Fiera", al di sotto della rupe di Orvieto, in genere identificata con Velzna (Volsinii Veteres), deriva dagli scavi condotti dall'Università di Macerata dal 2000. Questi hanno permesso di riconoscere un vasto santuario: un tempio, del quale restano il podio in opera quadrata in tufo (VI-IV secolo a.C.) e il pavimento in signino di una fase successiva di epoca romana (II secolo a.C.), il muro di cinta, sistemazioni con pozzi e fontane e due ampie strade, una probabilmente diretta a Bolsena e la seconda che alle spalle del tempio porta sulla parte alta della collina.
All'epoca romana risalgono i resti di un edificio termale e di un residenza di età augustea dove sono stati rinvenuti mosaici pavimentali, mentre a quella medievale i resti di una chiesa (San Pietro in Vetere), sorta su una precedente area sacra del santuario: alla chiesa si riferiscono un primo pavimento del IV secolo, un secondo pavimento in mosaico del V-VI secolo e resti dell'edificio ricostruito nel XII secolo e quindi abbandonato.

## note
1. ↑  Scavi del 2022 su Terninrete
2. ↑  l'area archeologica
3. ↑   Scavi archeologici Campo della Fiera, reperti etruschi a Orvieto, su Campo della Fiera. URL consultato il 23 gennaio 2021.
4. ↑  Articolo del Corriere della Sera (1º settembre 2006) con il resoconto dei ritrovamenti.
5. ↑  Ancora sorprese dall'area archeologica Campo della fiera su l'Ansa